# Стронский, Пётр Тимофеевич
Пётр Тимофеевич Стронский (род. 9 ноября 1959 год, Уссурийск, Приморский край) — живописец, заслуженный художник России (2004), народный художник России (2017). Действительный член Российской академии художеств.  

## Биография
Пётр Стронский родился 9 ноября 1959 года в городе Уссурийске Приморского края.
В 1979 году стал выпускником Владивостокского художественного училища. В 1985 году окончил учёбу в Дальневосточной Академии Искусств. В 1993 году окончил обучение в Московском государственном академическом художественном институте им. В. И. Сурикова, мастерская монументальной живописи профессора Ю. К. Королева.
В 1993-1994 годах проходил стажировку и организовывал выставки в Норвегии в городах Осло, Киркенес и Тронхейм.
В 1995 году стал членом МСХ.
С 1995 года у художника Петра Стронского стали проходить персональные выставки. Они организовывались во Франции, Швейцарии, США, Австрии, Словакии, Германии. В 2001 году прошла выставка в Московской Городской Думе, в 2003 году —  в «Stone gate gallery» в США и в Государственной Думе Российской Федерации, в 2009 году — в Доме Правительства Российской Федерации.
В 2004 году ему присвоили звание «Заслуженного художника Российской Федерации». В 2006 году Пётр Стронский стал членом фонда исследований и поддержки в сфере культуры и искусства «Международной академии культуры и искусства». В 2011 году стал членом СХ России. В 2012 году стал Почётным гражданином города Ришновце, Словакия. С 2013 года — академик Российской академии художеств. В 2014 году у Петра Стронского состоялась выставка в Новомосковском историко-художественном музее. В 2015 году — в Доме космонавтов Звездного городка, в 2016 году — в Щелковской художественной галерее. В 2017 году выставка открылась в Российском центре науки и культуры в Люксембурге.
В 2017 году он стал «Народным художником Российской Федерации».

## Произведения
Работы Петра Стронского находятся в Пензенской областной картинной галерее, Приморской государственной картинной галерее, Сочинском художественном музее, музее Российской академии художеств, Музее «Московский Кремль», музее истории Москвы, музее им. Рериха в Санкт-Петербурге, Пензенской областной картинной галерее, Южно-Сахалинском художественном музее, Сергиево-Посадском историко-художественном музее-заповеднике, Сочинском художественном музее, Ростовском государственном художественном музее, музее «Дмитровский кремль», Государственном художественном музее им. братьев Васнецовых в городе Кирове, Кыргызском национальном музее изобразительных искусств им. Айтиева. Также они есть в коллекции Ватикана и музее Зигмунда Фрейда в Вене.

### Монументальное искусство
- Роспись «Райский сад» (1993);
- 38 Образов Святых в Храме Христа Спасителя(1999—2000);
- Архитектурно-скульптурный комплекс «Ангел-Хранитель Добра и Мира»[1].

### Станковое искусство
- Докеры Владивостока (1985);
- Портрет реставратора Овчинникова (1987);
- Лето(1988);
- Соловецкие острова (1990)
- Женщина в красном интерьере (1991);
- Дорога на Алупку (1991);
- Солнечные зайчики (1996);
- Осень чемпиона. Портрет отца (2010);
- Последний луч (2012);
- Портрет ветерана морской пехоты Г. А. Широкова (2017)[1].

## Награды и премии
- Народный художник Российской Федерации (2017);
- Заслуженный художник Российской Федерации (2004);
- Грант «TOTAL» Королевской Академии Художеств Норвегии (1993—1994);
- Золотая медаль лауреата Всероссийского Выставочного Центра за росписи Храма Христа Спасителя (2000);
- Медаль «За ратную доблесть» Всероссийского общественного движения ветеранов локальных войн «Боевое братство» (2002);
- Международная премия имени Николая Рериха(2003);
- Медаль «За заслуги» Всероссийской общественной организации морских пехотинцев «Тайфун» (2003);
- Мамятный знак «В честь 50 юбилея Одинцово»(2004);
- Орден Ломоносова (2006);
- Медаль «За доблестный труд» (2007);
- Орден Андрея Рублева II степени Русской Православной церкви (2008);
- Золотая Есенинская медаль Московской областной организации Союза писателей России, Орден Св. Анны Русского Императорского Дома (2013);
- Золотая медаль «Духовность. Традиции. Мастерство» Союза художников России (2014);
- Грамота Российского государственного военного историко-культурного центра при Правительстве РФ (2017)[1].